# Christentum in Turkmenistan
Das Christentum ist in Turkmenistan die Religion einer Minderheit.
Etwa 9 % der Bevölkerung Turkmenistans sind Christen. Open Doors listet 2024 Turkmenistan auf Platz 29 von 50 Ländern mit Christenverfolgung.

## Lage
In der Verfassung des Landes wird der Begriff Religionsfreiheit zwar erwähnt, dennoch werden gelegentlich Bibeln beschlagnahmt. Lange Zeit war außer der russisch-orthodoxen Kirche keine andere christliche Kirche anerkannt. Turkmenen, die zum Christentum konvertieren, sind dem Druck durch die turkmenischen Behörden ausgesetzt. Auch Mollas setzen sie unter Druck, Fälle der Folterung von Christen sind ebenfalls bekannt.
Seit 2003 müssen sich alle religiösen Gruppen registrieren lassen, unregistrierte religiöse Aktivität ist illegal. Das US-Außenministerium stufte Turkmenistan wegen seiner Menschenrechtslage und aufgrund seiner restriktiven Handhabung der Religionsfreiheit 2018 als „Country of Particular Concern“ ein.

## Konfessionen
Die Zahl der in Turkmenistan lebenden Katholiken ist sehr gering.
Es gibt Turkmenen deutscher Abstammung, die praktizierende Lutheraner sind. Die Evangelische Christliche Baptistische Kirche von Turkmenistan, die Siebenten-Tags-Adventistische Kirche von Turkmenistan, die christliche Kirche des Evangeliums von Turkmenistan (Pfingstler), die Kirche des Lichtes des Ostens (Pfingstkirche von Dashoguz), Kirche der größeren Gnade von Turkmenistan, die Internationale Kirche Christi und die Neuapostolische Kirche von Turkmenistan sind weitere christliche Minderheiten.
Die Russisch-Orthodoxe Kirche ist in Turkmenistan offiziell anerkannt und stellt die mit mehreren Prozent der Bevölkerung größte religiöse Minderheit des Landes dar. Sie sind unter der Jurisdiktion des russisch-orthodoxen Erzbischofs in Taschkent,
Usbekistan.